# Väntar på en vän
"Väntar på en vän" är en sång från 1992 av Peter Lindforss och Mikael Rickfors. Den framförs av det svenska rockbandet Grymlings på bandets andra album Grymlings II (1992), men utgavs även som singel 1993.
"Väntar på en vän" låg en vecka på Svensktoppen 1993 (femteplats). Den har inte spelats in av någon annan artist, men Rickfors har med den på samlingsalbumet Greatest Hits (1999).

## Låtlista
1. "Väntar på en vän" (Peter Lindforss, Mikael Rickfors) – 4:12
2. "Lysa" (Göran Lagerberg) – 4:44
3. "Landet man inte kan nå" (Pugh Rogefeldt) – 5:29

### Fotnoter
1. 1 2  ”"Väntar på en vän"”. Svensk mediedatabas. http://smdb.kb.se/catalog/search?q=rickfors+v%C3%A4ntar+p%C3%A5+en+v%C3%A4n&x=0&y=0. Läst 23 januari 2013.
2. ↑  ”Svensktoppen 1993”. Sveriges Radio. http://sverigesradio.se/diverse/appdata/isidor/files/2023/3489.txt. Läst 23 januari 2013.